# Cacimbas
Cacimbas là một đô thị thuộc bang Paraíba, Brasil. Đô thị này có diện tích 142,926 km², dân số năm 2007 là 4224 người, mật độ 29,6 người/km².